# 100 Хеката
100 Хеката (енгл. 100 Hekate) је астероид главног астероидног појаса са пречником од приближно 88,66 km.
Афел астероида је на удаљености од 3,606 астрономских јединица (АЈ) од Сунца, а перихел на 2,577 АЈ.
Ексцентрицитет орбите износи 0,166, инклинација (нагиб) орбите у односу на раван еклиптике 6,431 степени, а орбитални период износи 1985,970 дана (5,437 година).
Апсолутна магнитуда астероида је 7,67 а геометријски албедо 0,192.
Астероид је откривен 11. јула 1868. године.